# Hotchkiss M201
La Jeep Hotchkiss M-201, plus connue sous son simple surnom de « Jeep », est un véhicule tout-terrain léger, initialement conçu en 1940 aux États-Unis et initialement produit en grande série par les constructeurs américains Willys-Overland et Ford à partir de 1941 suivant le cahier des charges de l'armée américaine sous les noms de Willys MB et Ford GPW dont plus de 18 000 exemplaires, provenant des surplus de l'US Army en Europe, ont été utilisés par l'armée française dès la fin de la Libération du pays par les troupes alliées.
Le modèle Jeep Hotchkiss M-201 désigne la variante produite en France sous licence Willys par Hotchkiss à partir de 1955.

## Histoire
La Willys MB, fabriquée de 1941 jusqu'à 1945, et le modèle Ford GPW pratiquement identique sont considérés comme un des emblèmes de la Seconde Guerre mondiale. Après la guerre, la Willys MB a évolué en Jeep CJ, « CJ » étant l'abréviation de « Civilian Jeep » (« Jeep civile »).
En 1945, l'armée française de Libération est dotée de près de 8 000 Jeep provenant de l'US Army à la suite des accords d'Anfa et dans le cadre de la loi prêt-bail. Ce parc étant insuffisant, a été complété par l'apport d'environ 10 000 Jeep provenant de la Société nationale des ventes de surplus créée en 1946 pour répartir et écouler les véhicules laissés par l'US Army en cours de démobilisation dans tous les pays d'Europe. Cette dotation est également complétée dans le cadre du Mutual Defense Assistance Program à partir de 1950 par différents stocks en provenance des dépôts américains, notamment d'Allemagne occupée.
Le remplacement de la Jeep par un véhicule purement français est envisagé dès 1947 et devient rapidement une sérieuse préoccupation, sous la pression du général de Gaulle. La tentative de se doter d'un véhicule léger de reconnaissance purement français dans le cadre du programme dit de la « gamme tactique spécifique » s'achève avec l'échec de l'adoption du Delahaye VLR par l'armée française qui fut un véritable échec technologique assorti d'un gouffre financier. La fusion Delahaye-Hotchkiss en 1954 finit de ruiner cette expérience.
En 1955, il est tout sauf évident que la Jeep CJ, datant de la Seconde Guerre mondiale, soit amenée à remplacer la Willys MB car c'est désormais un modèle trop obsolète, largement dépassé par les modèles récents développés ailleurs en Europe. Même les États-Unis l’ont abandonné au profit de la M38 et de la M38A1. Tous les pays européens utilisent des modèles plus récents produits par Austin, Rover, Minerva, Alfa Romeo, Fiat, Porsche, DKW, Goliath.
La construction de la Jeep MB en France ne pouvait se justifier que pour faire la soudure temporelle, sans augmentation de maintenance, avec la Jeep de l’avenir, un futur modèle Peugeot ou Renault… Elle ne se justifie pas comme Jeep de l’avenir, puisqu’elle serait nettement inférieure aux véhicules de tous les autres pays alliés.
Note du texte original des Armées : « La qualité de la transformation actuellement étudiée par la Société Hotchkiss en vue d’équiper la Jeep MB en 24 volts avec antiparasitage complet est en cours de vérification. Cette adaptation n’est obtenue qu’au prix de modifications profondes rendant difficile l’accessibilité des organes annexes du moteur. »
Les militaires regardent avec envie le VSP de Peugeot et les modèles des constructeurs étrangers, notamment les États-Unis et leur M38A1 dont il est, un temps, envisagé qu'il soit produit sous licence par un consortium composé de Hotchkiss (détenteur de licences Willys-Overland) associé à Peugeot, Renault et Citroën. Mais la France de cette époque, saignée par la seconde guerre mondiale, avec un conflit prenant de l'ampleur en Algérie et la nécessité de préparer son armée à faire face à un éventuel conflit avec le bloc soviétique, n'a pas les moyens de ses ambitions. De fait, l'armée est priée de se diriger vers une solution visant à prolonger encore la vie de son parc de véhicules de liaison. C'est tout naturellement vers Hotchkiss, fournisseur des pièces détachées des Jeep récupérées de l'US Army en Europe, que les militaires se tournent pour compléter leur parc. Avec la M-201, c'est une véritable reconstruction à laquelle se livre le constructeur français et non une simple copie de la Willys MB. Les modifications apportées sont de deux natures :
- corriger les points faibles de la Willys MB. L'embrayage est renforcé, les essuie-glaces à commande électrique sont montés de série, etc. ;
- adapter la MB aux standards OTAN et principalement la doter d'une alimentation électrique en 24 V. Ce sera chose faite en 1959 après plusieurs longues années de tests et de mises au point.

À partir de l'été 1955, Hotchkiss commence la production du modèle baptisé « M-201 » dont 27 614 exemplaires sortiront des chaînes, principalement de l'usine de Stains en Seine-Saint-Denis, en 6 V puis en 24 V. Le M-201 sera produit en quatre versions : standard, Sahara, avec suspension renforcée ou à double commande.
Il faudra attendre le 20 février 1981 pour que l'armée française annonce officiellement le remplacement de ses modèles Jeep par le Peugeot P4. À cette époque, plus de 8 000 Jeep Hotchkiss M-201 sont encore en service dont le remplacement n'est pas programmé avant la fin de l'an 2000. Ce sera à peu de chose près le cas puisque la vente des dernières Jeep est annoncée par les Domaines en 2002, ce qui n'empêchera pas la vente de centaines de Jeep militaires jusqu'en 2011.

## Pourquoi Hotchkiss?
Certains pourraient se poser la question : comment et pourquoi Hotchkiss, marque disparue et peu connue du grand public, a-t-elle obtenu la licence pour produire des Jeep américaines ?
Henry J. Ainsworth, Anglais, est le neveu du P-DG de la maison mère britannique d'Hotchkiss. Après avoir exercé différentes responsabilités dans l'usine française de Saint-Denis, en 1923, il prend la tête du département automobile d'Hotchkiss. En 1940, pour échapper aux nazis, Ainsworth quitte la France pour l'Angleterre puis s'installe aux États-Unis et devient membre de la mission permanente britannique pour l'achat de matériels de guerre. Il fait alors la connaissance de Marcel Müller, collaborateur de l'attaché commercial de l'ambassade de France. Marcel Müller épouse par la suite la secrétaire d'Henry Ainsworth. À la Libération, Marcel Müller, qui a opté pour la nationalité américaine pour s'engager dans l'US Army, travaille dans l'industrie automobile et devient le patron du constructeur américain Willys-Overland, constructeur des fameuses Jeep. De l'amitié de ces deux hommes est née une collaboration professionnelle scellée dès 1946 avec un premier contrat assurant à Hotchkiss l'exclusivité de la commercialisation en France et dans l'Union française des modèles Jeep civils.

## Modèles Jeep Hotchkiss
Le constructeur Hotchkiss, installé en France dans la région parisienne, était, depuis 1946, le représentant exclusif de la marque américaine Willys-Overland en France chargé de commercialiser les modèles Jeep. Le 16 juin 1952, la société Hotchkiss obtient un contrat de fournitures de pièces détachées pour les jeeps militaires de l'armée française. La même année, Willys-Overland accorde à Hotchkiss la licence de construction, pour la France et l'Union française, des Jeep civiles, de leurs pièces détachées et de leurs sous-ensembles.
| Modèle          | Description | Production (exemplaires) |
| --------------- | --- | ------------------------ |
| CJ-3B           | 1er modèle assemblé en CKD dans l'usine de Saint-Denis en 1954                                                               | 70                       |
| JH-101          | Version francisée de la CJ-3B américaine, produite sous licence dans les usines de Saint-Denis puis de Stains de 1955 à 1960 | 3 496                    |
| M-201 6 V       | Modèle MB produit sous licence dans l'usine de Saint-Denis en 1956                                                           | 882                      |
| M-201 6 et 12 V | Modèle MB produit sous licence dans l'usine de Stains de 1957 à 1966                                                         | 26 732                   |
| JH-102          | Modèle succédant au JH-101, produit sous licence dans l'usine de Stains de 1960 à 1966                                       | 1 041                    |
| JH-102D         | Modèle avec moteur diesel Indenor 85XDP4, produit sous licence dans l'usine de Stains de 1963 à 1966                         | 93                       |
| HWL             | Version longue de la JH-102 produite sous licence dans l'usine de Stains de 1963 à 1966                                      | 730                      |
| HLWD            | Modèle avec moteur diesel Indenor 85XDP4, produit sous licence dans l'usine de Stains de 1963 à 1966                         | 43                       |

Variantes :
- standard : version décrite ci-dessus ;
- Sahara : la M-201 Sahara est la fille des « événements d’Algérie », pour reprendre la terminologie de l’époque et de la recherche pétrolière. Développée pour l’armée française pour des missions de liaison et de reconnaissance dans le sud algérien autour des champs pétroliers et gaziers et de sa base nucléaire de Reggane, elle est directement issue de l’expérience saharienne acquise par Hotchkiss avec les différentes sociétés de recherche et d’exploitation pétrolière. En octobre 1957, près de Timimoun, des goumiers ont déserté. Après avoir massacré leurs cadres européens, ils rejoignent une unité de l’Armée de libération nationale (ALN). Le 8 novembre, ils attaquent un convoi de prospecteurs pétroliers et leur escorte de légionnaires. C’est le 3e RPC du lieutenant-colonel Bigeard qui est chargé de réduire les rebelles difficiles à localiser dans cette zone désertique. Il a beaucoup de mal à obtenir les matériels appropriés. Ce sont les responsables de plusieurs sociétés pétrolières qui mettent à sa disposition des véhicules Land Rover. Bigeard les jugera bien plus appropriés que ses Jeep pour les déplacements dans le désert. C'est un des révélateurs des nombreuses faiblesses des véhicules de l’armée française dans les zones désertiques.

La présentation statique du modèle JH-101 Sahara a eu lieu le 29 avril 1958, équipé de pneus type sable et de réservoirs de carburant et d'eau supplémentaires :
- avec suspension renforcée, variante destinée à améliorer la fiabilité du véhicule ;
- à double commande, une majorité d'appelés du contingent ne possédant pas le permis de conduire, l'armée devait former ses propres conducteurs et leur attribuait un brevet militaire de conduite. L'option « double commande » permettait d'assurer un apprentissage avec un véhicule adapté.

## L'après Jeep
La production des modèles Jeep par Hotchkiss cessera en début d'année 1966 et les installations techniques, notamment la chaîne de montage de Stains, seront transférées en 1970, en Espagne, chez VIASA-EBRO qui détenait également une licence de Willys-Overland pour produire des modèles Jeep américains en Espagne depuis 1960.
Hotchkiss a abandonné la production d'automobiles de luxe pour produire des véhicules militaires dans les années 1950 et 60. En 1966, Hotchkiss-Brandt fusionne avec la Compagnie française Thomson-Houston et la production de toutes les Jeep, y compris les versions « civiles » JH-102 et HWL, s'arrête. Ce n'était guère surprenant car les dessins étaient technologiquement très obsolètes! Dans la même année (1966) un projet de collaboration a commencé entre la France, l'Allemagne fédérale et l'Italie pour développer une nouvelle « Jeep d'Europe » amphibie. Ce sera la dernière intervention de Hotchkiss en collaboration avec le constructeur allemand Büssing et italien Lancia pour développer un prototype de VCL (véhicule de commandement et de liaison) Europa Jeep. En 1970, Hotchkiss a cessé de produire tout véhicule, en 1972, la société était simplement connue sous le nom de Thomson-Brandt SA et, en 1976, le projet VCL est annulé. Comme nombre de constructeurs automobiles, la marque Hotchkiss a disparu. Thomson-Brandt a été nationalisé en 1982 pour former Thomson. La gestion est passée des anciens officiers de l'armée aux directeurs civils et la société est devenue beaucoup moins dépendante des contrats militaires en se dirigeant vers le marché de l'électronique domestique.